# Aaron Mauger
Pour les articles homonymes, voir Mauger.

a Compétitions nationales et continentales officielles uniquement.

b Matchs officiels uniquement.
Dernière mise à jour le 16 novembre 2015.
Aaron (Aza) Joseph Douglas Mauger, né le 29 novembre 1980 à Christchurch, est un joueur de rugby à XV néo-zélandais qui joue avec les All Blacks entre 2001 et 2007. Il joue aux postes de premier centre ou demi d'ouverture. Il mesure 1,83 m (6′ 0″) pour 93 kg.

## Biographie
Depuis 2000, il est l'un des joueurs clé des Canterbury Crusaders. Évoluant comme premier centre (et à de rares occasions comme demi d'ouverture), Mauger possède la panoplie parfaite pour évoluer à ce poste (excellent jeu au pied, qualité de passe, capacité à perforer les défenses).
En 2007, il a signé juste avant la Coupe du monde un contrat en faveur du club anglais de Leicester.
Le 30 mars 2010, il annonce qu'il met un terme à sa carrière à cause de problèmes récurrents au dos.

## Carrière

### En club
Avec les Canterbury Crusaders, il a remporté 4 titres de champion en Super 12/Super 14 en 2000, 2002, 2005 et 2006.
Il a évolué aux côtés de deux des plus grands demis d'ouverture all blacks: Andrew Mehrtens et Dan Carter.

### En équipe nationale
Mauger fut capitaine de l'équipe de Nouvelle-Zélande des moins de 21 ans (les Colts) qui remporta le tournoi mondial  en 2000 et 2001.
Il a fait ses débuts avec les Blacks le 17 novembre 2001, à l’occasion d’un match contre l'Équipe d'Irlande. En 2002, il fut vice-capitaine des Blacks.
Il a participé à la coupe du monde 2003 (4 matchs disputés, dont la petite finale) et la coupe du monde 2007. Avec les Kiwis, il participe à six éditions du Tri-nations en 2002, 2003, 2004, 2005, 2006 et 2007.
Mauger fut capitaine des All-Blacks en 2004 à l’occasion d’un match contre les Barbarians.

### Entraîneur
De 2012 à 2015, il est entraîneur des arrières des Crusaders.
En 2015, il revient aux Leicester Tigers, cinq ans après les avoir quittés, pour devenir entraîneur principal auprès du directeur du rugby Richard Cockerill. En janvier 2017, Cockerill est limogé et Aaron Mauger est nommé entraîneur en chef de l'équipe première. Le 21 mars 2017, le club annonce qu'il cède sa place dès le samedi suivant sa place à l'australien Matt O'Connor.
En août 2017, il est nommé entraîneur en chef de la province néo-zélandaise des Highlanders en Super Rugby. Il est remercié en septembre 2020.
| Saison      | Club             | Division    | Poste              | Classement                                                     | Coupe d'Europe         | Challenge européen |
| ----------- | ---------------- | ----------- | ------------------ | -------------------------------------------------------------- | ---------------------- | ------------------ |
| 2012        | Crusaders        | Super 15    | Assistant          | Éliminé en demi-finale                                         | -                      | -                  |
| 2013        | Crusaders        | Super 15    | Assistant          | Éliminé en demi-finale                                         | -                      | -                  |
| 2014        | Crusaders        | Super 15    | Assistant          | Défaite en finale                                              | -                      | -                  |
| 2015        | Crusaders        | Super 15    | Assistant          | 4e de la conférence néo-zélandaise                             | -                      | -                  |
| 2015 - 2016 | Leicester Tigers | Premiership | Entraîneur en chef | Éliminé en demi-finale                                         | Éliminé en demi-finale | -                  |
| 2016 - 2017 | Leicester Tigers | Premiership | Entraîneur en chef |                                                                | Éliminé en poule       | -                  |
| 2018        | Highlanders      | Super Rugby | Entraîneur en chef | 4e de la conférence néo-zélandaise, éliminé en quart-de-finale | -                      | -                  |
| 2019        | Highlanders      | Super Rugby | Entraîneur en chef | 4e de la conférence néo-zélandaise, éliminé en quart-de-finale | -                      | -                  |
| 2020        | Highlanders      | Super Rugby | Entraîneur en chef | 4e de la conférence néo-zélandaise                             | -                      | -                  |

## Particularités
- Son frère aîné Nathan jouait avec lui au poste de centre avec les Crusaders. Il a été aussi All Black.
- Aaron Mauger a pour oncles Graeme Bachop et Stephen Bachop, deux anciens All Blacks, ou encore Ivan Mauger (en)

## Palmarès

### En club
- Vainqueur du Super 12 en 2000, 2002, 2005 et 2006
- 82 matchs de Super 12 avec les Crusaders
- 6 finales de Super 12 : 2000, 2002, 2003, 2004, 2005, 2006

### En équipe nationale
- 45 sélections avec la Nouvelle-Zélande.
- 90 points (13 essais, 8 transformations, 1 pénalité, 2 drops).
- Matchs avec les Blacks par année : 3 en 2001, 8 en 2002, 8 en 2003, 4 en 2004, 9 en 2005, 6 en 2006 et 7 en 2007.
- Vainqueur du Tri-nations en 2002, 2003, 2005, 2006 et 2007.

## Statistiques

### En équipe nationale
De 2001 à 2007, Aaron Mauger compte 45 sélections avec les All-Blacks, inscrivant 90 points. Avec les Kiwis, il dispute deux Coupe du monde en 2003 et 2007. Il participe à cinq éditions du Tri-nations en 2002, 2003, 2005, 2006 et 2007.